# مشروع الين اطلس للدماغ
مشروع الين اطلس للدماغ Allen Mouse and Human Brain Atlases أطالس ألين للفئران ودماغ الإنسان هي مشاريع داخل معهد ألين لعلوم الدماغ والتي تسعى إلى الجمع بين علم الجينوم وعلم التشريح العصبي من خلال إنشاء خرائط التعبير الجيني للفأر والدماغ البشري. بدأوا في سبتمبر 2003 بتبرع قيمته 100 مليون دولار من بول ج.ألين، وتم طرح أول أطلس للعامة في سبتمبر 2006. اعتبارًا من مايو 2012، تم نشر سبعة أطلس للدماغ: أطلس دماغ الفأر، أطلس دماغ الإنسان، تطوير أطلس دماغ الفأر، تطوير أطلس دماغ الإنسان، أطلس اتصال الفئران، أطلس الرئيسيات غير البشرية، وأطلس الحبل الشوكي للفأر. هناك أيضًا ثلاثة مشاريع ذات صلة مع بنوك البيانات: الورم الأرومي الدبقي، وتنوع الفئران، والنوم. يأمل معهد ألين أن تساعد النتائج التي توصلوا إليها في تقدم مختلف مجالات العلوم، لا سيما تلك المتعلقة بفهم الأمراض العصبية الحيوية. الأطالس مجانية ومتاحة للاستخدام العام عبر الإنترنت.

## خلفية تاريخية
في عام 2001، جمع بول الين مجموعة من العلماء، بما في ذلك جيمس واتسون و ستيفين بينكر، لمناقشة مستقبل علم الأعصاب وما يمكن فعله لتعزيز أبحاث علم الأعصاب (جونز 2009). خلال هذه الاجتماعات، اقترح ديفيد أندرسون من معهد كاليفورنيا للتكنولوجيا فكرة أن الأطلس ثلاثي الأبعاد للتعبير الجيني في دماغ الفأر سيكون ذا فائدة كبيرة لمجتمع علم الأعصاب. بدأ المشروع في عام 2003 بتبرع بقيمة 100 مليون دولار من الين من خلال معهد الين لعلوم الدماغ. استخدم المشروع تقنية لرسم خرائط التعبير الجيني التي طورها جريجور إيشيل وزملاؤه في معهد ماكس بلانك للكيمياء الفيزيائية الحيوية في جوتينجن بألمانيا. تستخدم التقنية التهجين اللوني في الموقع لرسم خريطة للتعبير الجيني. حدد المشروع هدفًا مدته 3 سنوات وهو الانتهاء من المشروع وإتاحته للجمهور. تم إطلاق أول أطلس، وهو أطلس دماغ الفأر، في ديسمبر 2004. وبعد ذلك، تم إصدار المزيد من البيانات لهذا الأطلس على مراحل. تم إصدار مجموعة البيانات النهائية على مستوى الجينوم في سبتمبر 2006. ومع ذلك، لم يكن الإصدار النهائي للأطلس نهاية المشروع ؛ الأطلس لا يزال قيد التحسين. أيضًا، يتم تطوير مشاريع أخرى بما في ذلك أطلس الدماغ البشري، وتطوير دماغ الفأر، وتطوير الدماغ البشري، وتوصيل الفئران، وأطلس الرئيسيات غير البشرية، وأطلس النخاع الشوكي للفأر من خلال معهد ألين لعلوم الدماغ بالاشتراك مع ألين ماوس برين أطلس.

## اهداف المشروع
الهدف والشعار الشامل لجميع مشاريع معهد ألين هو "تعزيز الاكتشاف". يسعى المشروع لتحقيق هذا الهدف والنهوض بالعلوم بعدة طرق. أولاً، قاموا بإنشاء أطالس للدماغ لفهم الروابط بين الجينات وعمل الدماغ بشكل أفضل. إنهم يهدفون إلى تعزيز البحث والمعرفة حول الحالات العصبية الحيوية مثل مرض باركنسون والزهايمر والتوحد من خلال تعيينهم للتعبير الجيني في جميع أنحاء الدماغ. تتبع مشاريع اطلس الدماغ أيضًا شعار "منظمة الين" بإصدارها المفتوح للبيانات والنتائج. ترتبط هذه السياسة أيضًا بهدف آخر للمعهد: البحث التعاوني ومتعدد التخصصات. وبالتالي، فإن أي عالم من أي تخصص قادر على إلقاء نظرة على النتائج وأخذها في الاعتبار أثناء تصميم تجاربهم الخاصة. يتوفر أيضًا تطبيق مستكشف الدماغ للجمهور.

## تقنيات البحث
يستخدم معهد ألين لعلوم الدماغ فلسفة قائمة على المشاريع لأبحاثهم. يركز كل أطلس دماغ على مشروعه الخاص، المكون من فريق من الباحثين. لإكمال الأطلس، يقوم كل فريق بحث بجمع وتوليف عمليات مسح الدماغ والبيانات الطبية والمعلومات الوراثية والبيانات النفسية. باستخدام هذه المعلومات، يمكنهم بناء بنية كيميائية حيوية ثلاثية الأبعاد للدماغ ومعرفة البروتينات التي يتم التعبير عنها في أجزاء معينة من الدماغ. لجمع البيانات المطلوبة، يستخدم العلماء في معهد ألين تقنيات مختلفة. تتضمن إحدى التقنيات استخدام أدمغة ما بعد الوفاة وتكنولوجيا مسح الدماغ لاكتشاف مكان تشغيل وإيقاف جينات الدماغ. يتم استخدام تقنية أخرى، تسمى التهجين في الموقع، أو ISH، لعرض أنماط التعبير الجيني كما في صور التهجين الموضعي.ضمن أطالس الدماغ، تكشف هذه الصور والرسوم البيانية الرقمية ثلاثية الأبعاد ISH، بالألوان، المناطق التي يتم فيها التعبير عن جين معين. في مستكشف الدماغ، يمكن البحث عن أي جين واختياره مما يؤدي إلى ظهور الصورة في الموقع كأسلوب يسهل التلاعب به واستكشافه. جزء من إنشاء قاعدة بيانات التعبير الجيني هذه التي تركز على علم التشريح، يتضمن محاذاة بيانات ISH لكل جين مع مساحة إحداثيات ثلاثية الأبعاد من خلال التسجيل مع أطلس مرجعي تم إنشاؤه للمشروع.

## الارتباطبعلم الاعصاب
تنشأ الأنواع المختلفة من الخلايا في الجهاز العصبي المركزي من اختلاف التعبير الجيني. تسمح خريطة التعبير الجيني في الدماغ للباحثين بربط الأشكال والوظائف. يتيح أطلس ألين للدماغ للباحثين مشاهدة مناطق التعبير المختلف في الدماغ والتي تتيح مشاهدة الاتصالات العصبية في جميع أنحاء الدماغ. يسمح عرض هذه المسارات من خلال اختلاف التعبير الجيني وكذلك تقنيات التصوير الوظيفي للباحثين بالربط بين التعبير الجيني وأنواع الخلايا ووظيفة المسار فيما يتعلق بالسلوكيات أو الأنماط الظاهرية.
على الرغم من أن غالبية الأبحاث قد أجريت على الفئران، فإن 90٪ من الجينات في الفئران لها نظير في البشر. هذا يجعل الأطلس مفيدًا بشكل خاص لنمذجة الأمراض العصبية. توفر أنماط التعبير الجيني لدى الأفراد الطبيعيين معيارًا لمقارنة وفهم الأنماط الظاهرية المتغيرة. سيساعد توسيع المعلومات المستفادة من أمراض الفئران على فهم الاضطرابات العصبية البشرية بشكل أفضل. يمكن للأطلس إظهار الجينات والمناطق الخاصة التي تتأثر بالاضطرابات العصبية ؛ يمكن تقييم عمل الجين في المرض بالاقتران مع أنماط التعبير العامة ويمكن أن تلقي هذه البيانات الضوء على دور الجين المعين في الاضطراب.

## مستكشف الدماغ
يحتوي موقع Allen Brain Atlas على مستكشف دماغ تفاعلي ثلاثي الأبعاد قابل للتنزيل. المستكشف هو في الأساس محرك بحث لمواقع التعبير الجيني ؛ هذا مفيد بشكل خاص في العثور على المناطق التي تعبر عن جينات متشابهة. يمكن للمستخدمين تحديد الشبكات والمسارات باستخدام هذا التطبيق عن طريق ربط المناطق التي تشارك في التعبير عن جين معين. يستخدم المستكشف مقياسًا متعدد الألوان ويحتوي على مستويات متعددة للدماغ تتيح للمشاهدين رؤية الاختلافات في الكثافة ومستوى التعبير. الصور مركبة من العديد من العينات المتوسطة، لذا فهي مفيدة عند مقارنتها بالأفراد ذوي التعبير الجيني المنخفض بشكل غير طبيعي.

## الاطالس

### دماغ الفأر
أطلس ألين ماوس للدماغ عبارة عن خريطة شاملة للجينوم لدماغ الفأر البالغ والتي تكشف عن مكان التعبير عن كل جين. كان أطلس دماغ الفأر هو المشروع الأصلي لأطلس ألين برين وتم الانتهاء منه في عام 2006. والغرض من الأطلس هو المساعدة في تطوير أبحاث علم الأعصاب. يأمل المشروع أنه سيسمح للعلماء باكتساب فهم أفضل لأمراض واضطرابات الدماغ مثل التوحد والاكتئاب.

### دماغ الانسان
تم نشر أطلس ألين للدماغ البشري في مايو 2010. وكان أول خريطة ثلاثية الأبعاد شاملة من الناحية التشريحية والجينومية للدماغ البشري. تم إنشاء الأطلس لتعزيز البحث في العديد من مجالات أبحاث علم الأعصاب بما في ذلك علم الأدوية العصبية، وتصوير الدماغ البشري، وعلم الوراثة البشرية، وعلم التشريح العصبي، وعلم الجينوم والمزيد. ويهدف الأطلس أيضًا إلى تعزيز البحث في اضطرابات الصحة العقلية وإصابات الدماغ مثل مرض الزهايمر والتوحد والفصام وإدمان المخدرات.

### تطوير عقل الفئران
أطلس دماغ فأر ألين هو أطلس يتتبع التعبير الجيني خلال تطور دماغ الفأر C57BL / 6. بدأ المشروع في عام 2008 وهو مستمر في الوقت الحالي. يعتمد الأطلس على التصوير بالرنين المغناطيسي (MRI). يتتبع نمو المادة البيضاء والاتصال وتطور دماغ الفأر C57BL / 6 من اليوم 12 الجنيني إلى اليوم 80 بعد الولادة. يعزز هذا الأطلس قدرة علماء الأعصاب على دراسة كيفية تأثير الملوثات والطفرات الجينية على نمو الدماغ. وبالتالي، يمكن استخدام الأطلس لتحديد السموم التي تشكل تهديدات خاصة للأطفال والأمهات الحوامل.

### اتصال دماغ الفئران
تم إطلاق أطلس Allen Mouse Brain Connectivity Atlas في نوفمبر 2011. على عكس الأطالس الأخرى من معهد ألين، يركز هذا الأطلس على تحديد الدوائر العصبية التي تحكم السلوك ووظيفة الدماغ. هذه الدوائر العصبية مسؤولة عن وظائف مثل السلوك والإدراك. ستتيح هذه الخريطة للعلماء مزيدًا من الفهم لكيفية عمل الدماغ وأسباب أمراض واضطرابات الدماغ، مثل مرض باركنسون والاكتئاب.

### الحبل الشوكي للفئران
كشف النقاب عن أطلس ألين للفئران للحبل الشوكي في يوليو 2008، وكان أول خريطة على مستوى الجينوم للحبل الشوكي للفأر تم بناؤها على الإطلاق. أطلس النخاع الشوكي عبارة عن خريطة للتعبير الجيني الواسع للجينوم في الحبل الشوكي للفئران السوداء البالغة والصغيرة. تضمن الكشف الأولي بيانات عن 2000 جين وقسم مرجعي تشريحي. تتضمن خطة المستقبل توسيع كمية البيانات إلى حوالي 20 ألف جين تمتد بطول الحبل الشوكي بالكامل.الهدف من أطلس النخاع الشوكي هو تعزيز البحث في علاج إصابات الحبل الشوكي والأمراض والاضطرابات مثل أمراض لو جيريج وضمور العضلات الشوكي. تم تمويل المشروع من قبل مجموعة من المانحين بما في ذلك معهد ألين للأبحاث، ومؤسسة الأبحاث الأمريكية المشلولة، ورابطة ALS، وأبحاث وايث، وتأمين بيمكو، والجمعية الوطنية لمرض التصلب المتعدد، والصندوق الدولي لأبحاث العمود الفقري، والعديد من المنظمات والمؤسسات والشركات الأخرى. والجهات المانحة الخاصة.